# Gran Segell dels Estats Units
El Gran Segell dels Estats Units (en anglès Great Seal of the United States) és un senyal per a la certificació de documents utilitzat als Estats Units, país que no compta amb un escut heràldic pròpiament dit. En la composició hi  figura el lema nacional: E pluribus unum, que significa 'de diversos, un' o, cosa que és el mateix, 'unitat en la diversitat'.

Revers del Gran Segell dels Estats Units

El segell apareix als bitllets d'un dòlar. El Congrés dels Estats Units en va aprovar, el 20 de juny de 1782, el model actual i l'únic vigent fins a l'actualitat, que va ser presentat per una comissió designada per a la seva creació, presidida per Benjamin Franklin; els elements del segell van ser ideats per Charles Thomson.
A l'anvers de l'esmentat segell, hi figura una àguila marina de cap blanc amb les ales esteses, becada, membrada i armada d'or, que sobre el pit té un escussó d'argent amb sis verguetes de gules; les particions resultants simbolitzen els tretze primers estats que es van independitzar de la Gran Bretanya i van crear la Federació. L'escut porta el cap d'atzur. L'àguila sosté amb les urpes un ram d'olivera de sinople i tretze fletxes d'argent. El ram d'olivera significa pau i les fletxes, poder militar. Sobre el cap de l'àguila figuren tretze estrelles d'argent dins un nimbe d'atzur, que representen també els tretze primers estats de la Federació.
El revers del segell mostra una piràmide truncada amb tretze graons (els tretze estats inicials de nou), amb la data MDCCLXXVI (1776, any de la declaració d'Independència) a la base, coronada per un triangle amb un ull inscrit (tradicionalment, símbol de Déu) i els lemes Annuit Coeptis ('[Déu] afavoreix el que hem endegat') i Novus Ordo Seclorum ('El nou ordre mundial'). Una versió d'aquest dibuix figura també en el revers dels bitllets de dòlar nord-americans.
Aquest revers conté símbols que s'han associat tradicionalment a la francmaçoneria, a causa de la pertinença a aquesta institució de personatges de la talla de Benjamin Franklin; aquesta atribució, però, és causa de polèmica, ja que l'ull de la Providència era un motiu cristià comú aleshores i els maçons sembla que no el van adoptar fins al 1797. A part de Franklin, i potser també Francis Hopkinson, sembla que la resta de membres de la comissió encarregada de la creació del Gran Segell (Charles Thomson, Pierre du Simitère i William Barton) no tenien res a veure amb la francmaçoneria.